# Luciano Frosini
Luciano Frosini (La Rotta di Pontedera, 14 dicembre 1927 – Follonica, 16 giugno 2017) è stato un ciclista su strada italiano.
Professionista dal 1949 al 1956, vinse una tappa al Giro d'Italia 1951.

## Carriera
Mise insieme in sette anni di professionismo cinque vittorie, tra cui una tappa al Giro d'Italia 1951, sei le partecipazioni, ed il Trofeo dell'Unione Velocipedistica Italiana 1950.
Tra gli altri risultati di rilievo anche un secondo posto al Giro dell'Umbria 1950 ed i terzi al Giro del Lazio, al Giro di Campania 1952 e al Gran Premio Industria e Commercio di Prato 1953.

## Palmarès
- 1948 (dilettanti)

8ª tappa Giro di Puglia e Lucania
Giro del Casentino
Firenze-Viareggio
- 1949 (Legnano, una vittoria)

1ª tappa Giro del Lazio (Roma > Terni)
- 1951 (Arbos, una vittoria)

16ª tappa Giro d'Italia (Venezia > Trieste)
- 1954 (Arbos, una vittoria)

9ª tappa Giro d'Europa (Mantova > Bologna)

### Altri successi
- 1950 (Legnano)

Circuito di Ceprano
Classifica generale Trofeo dell'U.V.I.

## Piazzamenti

### Grandi Giri
- Giro d'Italia

1949: 53º
1950: ritirato
1951: 56º
1952: 51º
1953: 49º
1954: ritirato

### Classiche monumento
- Milano-Sanremo

1949: 51º
1952: 37º
1953: 59º
1955: 17º
- Giro di Lombardia

1950: 33º
1953: 61º